# Hitoshi Ashinano
Hitoshi Ashinano (芦奈野 ひとし, Ashinano Hitoshi; Yokosuka, 25 de abril de 1963) é um autor japonês de mangá.
Estreou como profissional em 1994, vencendo o prêmio Quatro Estações da revista Afternoon com o one-shot Yokohama Kaidashi Kikō, que depois se tornou uma serialização e sua obra mais reconhecida.

## Breve resumo biográfico
- 1994-2007 - Yokohama Kaidashi Kikō;
  - 1994 - A versão em one-shot vence o prêmio Quatro Estações (Primavera) da revista mensal Afternoon; No mesmo ano, recebe uma versão serializada pela mesma revista;
  - 1998 - Adaptação para OVA;
  - 2000 - Indicação para o 24.º prêmio da editora Kodansha;
  - 2002 - Segunda adaptação para OVA;
  - 2006 - Fim da serialização;
  - 2007 - Vence o 38.º Prêmio Seiun de melhor quadrinho[2].
- 2007-2012 - Kabu no Isaki;
- 2014-2017 - Kotonoba Drive.

## Estilo artístico
Seu desenho é caracterizada pelo uso de retículas e linhas diagonais simples para retratar o sombreamento do cenário, enquanto suas histórias são conhecidas pelo tom nostálgico, relaxante, e, por vezes, com o uso de elementos extraordinários, além de poucas linhas de diálogo[Citação necessária].

## Trabalhos

### Mangás
- Yokohama Kaidashi Kikō  (1994-2006; 14 volumes na versão Tankōbon; 10 volumes na versão Shinsōban);
- PositioN (1999-2002);
- Touge (2006, incluído no décimo volume da versão Shinsōban de YKK);
- Turbo Type S (2006, Enomoto Tribute);
- Kumabachi no Koto (2007);
- Kabu no Isaki (2007-2012; 6 volumes);
- Kotonoba Drive (2014-2017; 4 volumes).

### Artbooks e outros
- Yokohama Kaidashi Kikō - Postcard Book  (1997, ヨコハマ買い出し紀行－ポストカードブック)
- Yokohama Kaidashi Kikō - Ashinano Hitoshi Gashuu (2003, ヨコハマ買い出し紀行－芦奈野ひとし画集)

### Ilustrações
- Tribute to Sora no Manimani: Souma Nozomu & Hatori Haruko (2009,トリビュート to 宙のまにまに 草間望&羽鳥晴子)